# Bistum Mananjary
Das Bistum Mananjary (lat.: Dioecesis Mananiariensis) ist eine in Madagaskar gelegene römisch-katholische Diözese mit Sitz in Mananjary.

## Geschichte
Das Bistum Mananjary wurde am 9. April 1968 durch Papst Paul VI. mit der Apostolischen Konstitution Perpetua florere aus Gebietsabtretungen des Erzbistums Fianarantsoa und des Bistums Tamatave errichtet und dem Erzbistum Fianarantsoa als Suffraganbistum unterstellt.

## Bischöfe von Mananjary
- Robert Lucien Chapuis MEP, 1968–1973
- François Xavier Tabao Manjarimanana SJ, 1975–1999
- José Alfredo Caires de Nobrega SCJ, seit 2000